# Station Valognes
Station Valognes is een spoorwegstation in de Franse gemeente Valognes.
Het station werd geopend in 1858.

## Treindienst
| Serie | Treinsoort | Route                                                    | Bijzonderheden |
| ----- | ---------- | -------------------------------------------------------- | -------------- |
| K 2+  | TER (SNCF) | Paris Saint-Lazare – Caen – Lison – Valognes – Cherbourg |                |